# Christoph Pelgen
Christoph Pelgen (* 1967 in Wiesbaden) ist ein deutscher Dudelsackspieler und Herausgeber.

## Leben
Pelgen legte 1987 sein Abitur am Gymnasium Theresianum in Mainz ab und absolvierte anschließend seinen Zivildienst als Rettungssanitäter beim Arbeiter-Samariter-Bund in Mainz-Kostheim. Es folgte von 1990 bis 1993 eine Lehre als Schreiner. Seit 1993 ist er als selbstständiger Musiker, Musiklehrer und Herausgeber tätig.

## Musikgruppen
- Sans Famille
- La Marmotte
- Adaro
- L'ham de foc
- Estampie
- Wurmlinger Zupfkapelle Hilaritas
- Schöneweile
- Duo Cassard
- Estarabim
- Die Croonies
- Café Dünya

## Notenausgaben
- Pelgen Tunes. (Verlag der Spielleute)
  - Vol. 1, ISBN 3927240966, 2012
  - Vol. 2, ISBN 3927240869, 2016
- Modern  Band 1: Neue Tanzmelodien / Schottisch und Mazurka (mit Johannes Mayr), Verlag der Spielleute, ISBN 3927240869

## Tondokumente
- Bourree, Bourree, Bourree. Verlag der Spielleute.
- Celtic Pilgrim: Eine musikalische Reise auf dem Jakobsweg von Irland nach Santiago de Compostela. Mit Jürgen Treyz und Gudrun Walther. Verlag Herder 2015.